# 私は殺される
『私は殺される』（わたしはころされる、原題：Sorry, Wrong Number）は、1948年制作のアメリカ合衆国のスリラー映画。
ルシール・フレッチャーが1943年に制作した30分のラジオドラマを映画化。後に戯曲化・小説化され、テレビドラマ化（1946年、1954年、1962年、1964年、1989年）もされている。
主演のバーバラ・スタンウィックはこの作品で、第21回アカデミー主演女優賞にノミネートされた。

## あらすじ
レオナ・スティーヴンソンは大手製薬会社の社長ジェームズ・コターレルの娘で、病で寝たきりの状態にあった。ある夜、夫ヘンリーの帰宅が遅いのを不安に思った彼女は、電話で夫に連絡をとろうとする。家の召使たちは休暇を取っていて、彼女は一人きりであった。電話は繋がらないまま混線を起こし、正体不明の男の声が聞こえる。そこでレオナは偶然にも、二人の男が殺人を計画していることを知ってしまう。実行はその日の深夜11時15分。だがそれ以外の情報は掴めないまま、通話は途切れてしまう。動揺したレオナは急いでそのことを電話交換手、警察に伝えるが、まともにとりあってもらえない。
夫には依然繋がらない状況で、レオナは、彼の秘書に電話をかけ行方を探った。秘書によれば、その日、ヘンリーはオフィスでサリー・ロードという美しい女性と面会していた。レオナの脳裏には、ヘンリーの幼馴染みであるサリー・ハントの姿が思い浮かんだ。貧しい地域の出身であったヘンリーは元々、サリーと恋仲同然の関係だったが、社長令嬢のレオナはヘンリーを略奪し、父ジェームズの反発も払いのけ彼と結婚したのだった。
サリー・ロードはまさしくレオナの知るサリーであった。彼女は、フレッドがヘンリー某の捜査に関して解決間近であることを耳にする。サリーは、フレッドとその同僚2人の後をつけてスタテンアイランドにある空き家らしき建物での密会現場まで行ったことが気になっている。その家の表札はワルド・エヴァンスとなっていて、ワルドはレオナの父の会社で働く化学者である。サリーはヘンリーに注意を促した後で、彼と会うことにしていた。ヘンリーに電話がかかってきて、食事の途中で出て行って、そのまま帰ってこなかった。その後、サリーはレオナに電話をして、スタテンアイランドの家は取り壊されたと伝える。モラノは逮捕され、エヴァンスは逃走する。
ヘンリーからレオナに伝言があり、忘れていた仕事のため町を離れて日曜に戻るとのことだった。つぎにレオナはフィリップ・アレクサンダー医師に連絡を取る。レオナは、この医師に慢性の心臓病を診てもらいにニューヨークまで通っていたことがあった。ヘンリーはレオナに隠していたのだが、アレクサンダー医師は10日前に彼にはレオナの予後を教えていたことを明かす。回想場面で、レオナはヘンリーと結婚する前の数年間、心臓のトラブルなしに過ごしていた。ヘンリーはレオナとのケンカの際に、彼女が心臓発作に見舞われたことで、数年に渡る彼女の健康上の問題について知るに至る。レオナがヘンリーを利用しようと、ヘンリー自身はとてもうんざりしていたのにレオナの父のもとで働くことにこだわったことが明らかになる。夫婦のトラブルがより激しくなるにつれ、レオナの発作は頻繁に起こるようになり、ついに寝たきりとなる。しかし、アレクサンダー医師は原因は純粋に心因性のものだとし、体には悪いところはないが、精神科的な助けが必要だと考えている。
レオナはエヴァンスに電話をかける。彼は渋々、自分がコターレル製薬会社の化学物質を盗んでモラノに流すためにヘンリーに雇われたことを告白する。のちに、ヘンリーはエヴァンスが異動になった時にモラノを排除しようと決めたのだった。しかし、モラノは悪人2人を伴って現れ、ヘンリーを脅して、3か月の損失分である20万ドルの借用書に署名させた。ヘンリーはそんな大金は持っていないと抵抗すると、モラノはレオナには巨額の保険契約がかかっていると指摘した。モラノは捕まっているので、エヴァンスはヘンリーが20万ドルを用立てる必要はないと強調する。そしてエヴァンスはレオナにヘンリーに連絡を取れる電話番号を教えるが、レオナが電話をかけると、通話先は町の死体保管所であることがわかる。レオナは病院に電話をかけ、夜勤の看護師を雇いたいと頼み込む。ヘンリーは大急ぎで駅からショックを受けているレオナに電話をかける。エヴァンスからヘンリーに宛てたメッセージを伝えて寝室にいる間に、レオナは正体不明の侵入者に襲われて殺される。ヘンリーは再び電話をかけ、侵入者が電話に出る。警察官がヘンリーを逮捕しようと動き出すさなか、侵入者はヘンリーに間違い電話だと告げる。

## キャスト
※括弧内は日本語吹替
- レオナ・スティーヴンソン：バーバラ・スタンウィック（藤波京子）
- ヘンリー・スティーヴンソン：バート・ランカスター（纓片達雄）
- サリー・ロード：アン・リチャーズ（渡辺典子）
- ワルド・エヴァンス：ハロルド・ヴァーミリア（大山豊）
- ジェームズ・コターレル：エド・ベグリー
- フレッド・ロード：リーフ・エリクソン
- アレクサンダー医師：ウェンデル・コーリイ（石原良）
- モラノ：ウィリアム・コンラッド